# Mike Lowell
Michael Averett Lowell (* 24. Februar 1974 in San Juan, Puerto Rico) ist ein puerto-ricanischer Baseballspieler mit kubanischen Vorfahren. Lowell war bis 2010 als Third Baseman bei den Boston Red Sox in der Major League Baseball aktiv. Zuvor stand er 1998 bei den New York Yankees und von 1999 bis 2005 bei den Florida Marlins unter Vertrag. Am 2. Oktober 2010 beendete er seine Profi-Karriere.

## Karriere

### Jugend und Persönliches
Mike Lowell wuchs in Miami, Florida, (USA) auf. Er ist Sohn des ehemaligen Pitchers Carlos Lowell, einem Exilkubaner mit irischen und deutschen Vorfahren, der von 1962 bis 1974 in Puerto Rico lebte und dort für die puerto-ricanische Nationalmannschaft spielte.
1992 graduierte Lowell an der „Coral Gables Senior High School“ in Coral Gables, Florida. Während seiner Zeit in der High School war Lowell der Star-Spieler des Baseballteams der Schule. In dieser Zeit lernte Lowell auch seine spätere Frau Bertica Lowell kennen, mit der er zwei gemeinsame Kinder hat. Momentan lebt die Familie in Pinecrest, Florida.
Am 19. Februar 1999 wurde bei Lowell Hodenkrebs diagnostiziert, weshalb er fast zwei Monate in der Saison 1999 aufgrund der notwendigen Behandlung verpasste.

### Florida International University
Für die Florida International University erhielt Lowell ein Sportstipendium. 1994 spielte er für die Chatham A's in der Cape Cod Baseball League. Lowells Rückennummer 15 wird, nachdem er dreimal All Conference Spieler war, an der Florida International University nicht mehr vergeben. Lowell verließ 1997 die Universität mit einem erfolgreichen Abschluss als Bachelor der Finanzwissenschaften.

### Major League Baseball

#### New York Yankees
1995 wurde Lowell in der 20. Runde von den New York Yankees gedraftet. Im September 1998 debütierte er in der MLB und bestritt insgesamt acht Spiele für die Yankees. In der Off Season wurde er zu den Florida Marlins getradet.

#### Florida Marlins
Kurz nachdem Lowell am 1. Februar 1999 zu den Florida Marlins getradet wurde, diagnostizierte man Hodenkrebs bei ihm, weshalb er vom 21. Februar bis zum 29. Mai 1999 aufgrund der Behandlung nicht im Kader der Marlins war. Nach seiner Rückkehr ins Team beendete Lowell die Saison mit einem Batting Average von .253, 12 Home Runs und 47 RBI.
Es folgten weitere erfolgreiche Jahre in Florida, in denen er zu einem der besten Third Baseman der Liga aufstieg. 2001 beendete er die Saison mit 18 Homeruns und 100 RBI.
Während der Saison 2003, in der er auf dem Weg war, die beste Saison seiner Karriere zu spielen, erlitt Lowell einen Handbruch aufgrund eines Hit by Pitch des Pitchers Hector Almonte von den Montreal Expos. Infolge der Verletzung verpasste Lowell 32 Spiele. Trotzdem beendete er die Saison mit 32 Homeruns und 105 RBI und hatte nach seiner Verletzung entscheidenden Anteil am Sieg der Marlins in der World Series 2003.
2004 erreichte Lowell mit .293 den besten Schlagdurchschnitt seiner Karriere bei 27 Homeruns und 85 RBI.
Trotz einer enttäuschenden Saison 2005 mit lediglich 8 Homeruns bekam Lowell in diesem Jahr seinen ersten Gold Glove.
Im November 2005 war Lowell Teil eines Trades der Marlins und der Boston Red Sox. Neben Lowell wechselten auch Josh Beckett und Guillermo Mota nach Boston. Im Gegenzug wechselten Hanley Ramírez, Aníbal Sánchez, Jesús Delgado und Harvey García nach Florida.

#### Boston Red Sox

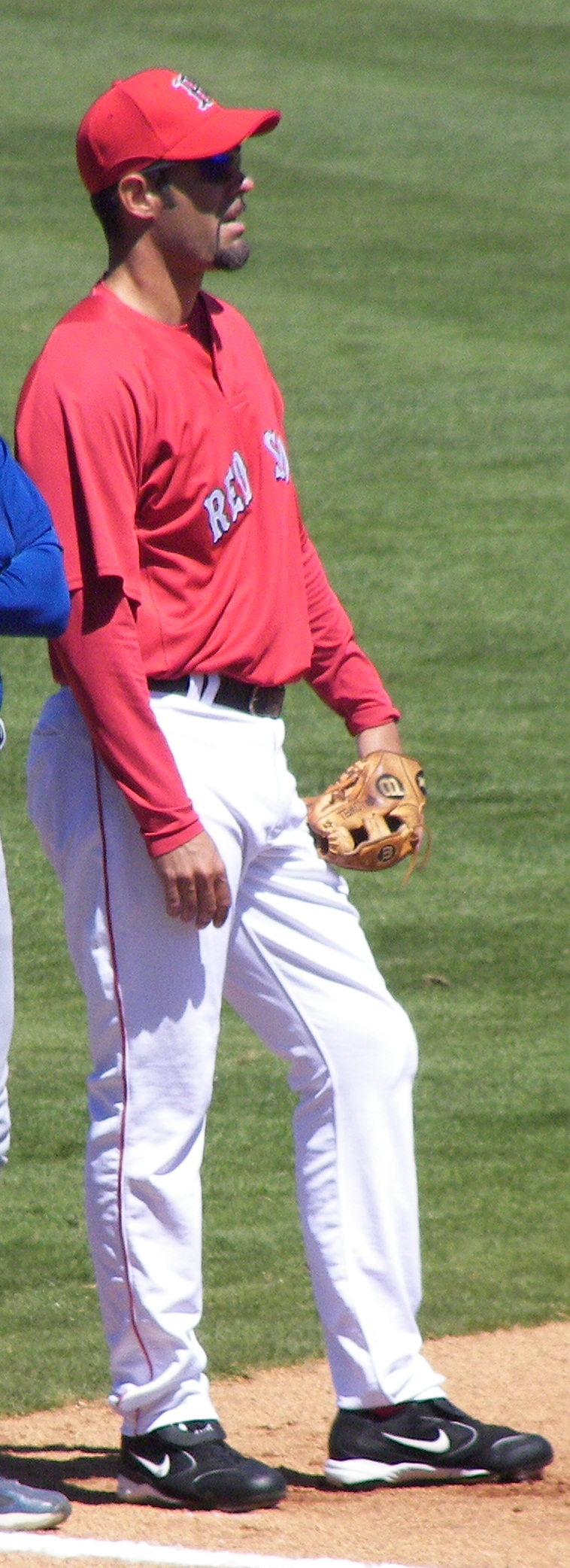
Lowell im Frühjahr 2007

Lowell war in der Saison 2006 in seinem neuen Team unerwartet stark. Zeitweilig führte er die Liste der Doubles an. Zudem zeigte er eine sehr gute defensive Leistung an der Third Base. Lowell beendete die Saison mit 20 Homeruns und 80 RBI und teilte sich gleichauf mit Eric Chavez den ersten Platz in der Statistik des prozentual besten Fieldings (wenigste Errors) als Third Baseman.
Die anschließende Saison 2007 entwickelte sich zu einer der besten von Mike Lowell. Er verbesserte seine Karriere-Bestmarken in Hits, RBI, Schlagdurchschnitt und OPS. Zudem spielte er eine entscheidende Rolle beim Gewinn der World Series 2007, dem zweiten Erfolg der Red Sox in vier Jahren. Ein frühes Highlight der Saison war das Match gegen die New York Yankees am 22. April, bei dem Lowell einer der vier Spieler der Red Sox war, die vier Homeruns in Folge schlugen. Am Ende der Saison konnte Lowell 120 RBI aufweisen, was neben einem persönlichen Rekord auch einen Franchise-Rekord für einen Third Baseman der Red Sox darstellte. Zum Abschluss der Saison wurde Lowell, nachdem er mit den Red Sox die siebte World Series des Teams gewonnen hatte, als World Series MVP ausgezeichnet. Während des 4–0 Sweeps gegen die Colorado Rockies erreichte Lowell .400 mit einem Homerun und vier RBI. Er wurde damit erst als zweiter Puerto Ricaner zum MVP gewählt (der erste war Roberto Clemente).
Mike Lowell ist bekannt für den sogenannten Hidden ball trick, einen Spielzug beim Baseball, bei dem die Weitergabe des Balles zum Pitcher vorgetäuscht wird, der Ball aber tatsächlich beim vorherigen Spieler im Handschuh verborgen bleibt. Nimmt nun der Spieler der Offense sein Lead im Glauben, der Ball sei beim Pitcher, so kann er „Aus“ gemacht werden.
Am 6. Mai 2008 erschien Lowells Autobiographie Deep Drive: A Long Journey to Finding the Champion Within.

## Erfolge und Auszeichnungen
- MVP der World Series 2007
- World Series champion:
  - 2003 mit den Florida Marlins
  - 2007 mit den Boston Red Sox

- League champion:
  - National League: 2003 mit den Florida Marlins
  - American League: 2007 mit den Boston Red Sox

- 4 Teilnahmen am All-Star Game: 2002, 2003, 2004, 2007

- Tony Conigliaro Award 1999

- National League Gold Glove für die Third Base 2005

- Jackie Jensen Award 2006